# Tenisz a 2016. évi nyári olimpiai játékokon
A 2016. évi nyári olimpiai játékokon a tenisz mérkőzéseit augusztus 6−14. között rendezték meg. Összesen 5 versenyszámban avattak olimpiai bajnokot, női és férfi egyéniben, női és férfi párosban, valamint vegyes párosban. A teniszversenyeken 56 nemzet 199 sportolója vett részt. A mérkőzéseket az olimpiai teniszcentrumban, a Maria Esther Bueno Stadionban rendezték. A pálya kemény borítású, és megegyezik a US Open pályájának borításával. A versenyek lebonyolítására tíz verseny- és hat edzőpálya állt rendelkezésre. A centerpálya 10 000 férőhelyes, emellett még két-két 5000 és 3000 néző befogadására alkalmas pályán folytak a mérkőzések.
Az olimpiai tenisztornát a Brazil Teniszszövetség és a Nemzetközi Teniszszövetség (ITF) közösen rendezte. Az elért eredmények − a korábbi olimpiáktól eltérően − nem számították bele a WTA és az ATP pontversenyébe.
Az olimpiai tenisztornán Magyarországot két fő képviselte. Babos Tímea a világranglistán elért helyezése alapján szerzett kvalifikációt, míg Jani Réka Luca szabadkártyát kapott, hogy a páros versenyben Babos Tímeával párban Magyarország csapatot tudjon indítani. A magyar sportolók mindkét versenyszámban az első körben búcsúzni kényszerültek.
A címvédők a férfi egyesben a brit Andy Murray, a női egyesben az amerikai Serena Williams, a férfi párosban az amerikai Bob Bryan és Mike Bryan, valamint a Serena Williams–Venus Williams testvérpárok, akik a Bryan testvérpár kivételével indultak ezen az olimpián is. Vegyes párosban az indulók véglegesítése az olimpia első napjaiban, 2016. augusztus 9-én történt. A címvédők közül egyedül férfi egyesben Andy Murray tudott ezúttal is az első helyen végezni. Női egyesben nagy meglepetésre a Puerto Ricó-i Mónica Puig végzett az első helyen, megnyerve egyúttal Puerto Rico történetének első olimpiai aranyát. Férfi párosban a spanyol Marc López–Rafael Nadal, női párosban az orosz Jekatyerina Makarova–Jelena Vesznyina, míg vegyes párosban az amerikai Bethanie Mattek-Sands–Jack Sock páros szerezte meg az olimpiai bajnoki címet.

## Kvalifikáció
A teljesítmény alapján történő kvalifikáció, valamint a szabadkártyák elosztásának szabályait az ITF által kiadott memorandum tartalmazta. Az egyéni versenyszámokban való részvételre 56 férfi és 56 női játékos az ATP, illetve a WTA által 2016. június 6-án kiadott hivatalos világranglisták alapján szerzett jogot. A kvalifikáció során figyelembe vették, hogy egy országból legfeljebb négy férfi és négy női versenyző indulhatott. Ennek megfelelően, ha a világranglista első 56 helyén ugyanazon országból négynél több versenyző állt, akkor az ötödik (és további) versenyzők már nem indulhattak. Helyükre a ranglista 56. helye után következő versenyzők léptek, amennyiben az illető országból még négynél kevesebben szereztek kvalifikációt. A kvalifikáció feltétele volt az is, hogy a 2013−2016 közötti években legalább két alkalommal kellett szerepelni az ország nemzeti válogatottjában a Davis-kupa, illetve a Fed-kupa versenysorozatában, és ezek közül az egyik alkalomnak 2015-ben vagy 2016-ban kellett lennie. A fennmaradó nyolc hely közül hatról az ITF döntött részben a világranglista, részben földrajzi szempontok alapján, míg két helyet a kis nemzetek képviselőinek tartottak fenn, amelyről egy háromoldalú bizottság határozott az ITF, a NOB és a Nemzeti Olimpiai Bizottságok Szervezete (NOCs) részvételével.
Párosban 24 csapat szintén a június 6-i ranglisták alapján kvalifikálhatta magát, a fennmaradó nyolc helyet az ITF osztotta ki. Ennél a versenyszámnál a szóba jöhető játékosok egyéni és páros helyezését is figyelembe vették, azonban a páros világranglista első tíz helyezettje mindenképpen jogot kapott az indulásra, amennyiben volt olyan honfitárs, aki az említett időpontban egyéni vagy páros ranglistahelyezéssel rendelkezett, s akinek a részvétele nem járt a megengedettnél magasabb létszámmal az adott ország részéről. A két versenyszámot együttvéve ez maximum hat játékost jelentett, párosban egy országból legfeljebb két csapat kvalifikálhatta magát.
Vegyes párosban azok a játékosok indulhattak el, akik kvalifikálták magukat az egyes vagy a páros versenyszámban. Ebben a kategóriában is legfeljebb két csapat indulhatott országonként. Tizenkét hely sorsa a június 6-i egyéni és páros ranglista alapján dőlt el, négy helyről az ITF határozott.

## Visszalépők
A zika-vírus miatt több élvonalbeli, egyébként kvalifikációt szerzett versenyző visszalépett a versenytől, köztük a férfi ranglista hetedik helyezettje Miloš Raonić, a wimbledoni elődöntős Tomáš Berdych, valamint a nők közül a román Simona Halep. A kvalifikációt szerzett versenyzők közül ugyancsak távol maradt az olimpiától Marija Sarapova, akit tiltott szer használata miatt tiltottak el a versenyzéstől, és fellebbezése ügyében a Sport Döntőbíróság csak szeptemberben dönt, valamint Viktorija Azaranka, aki július 15-én jelentette be, hogy terhessége miatt ideiglenesen felfüggeszti versenyzését. A férfiak közül Roger Federer, a világranglista harmadik helyezettje július 26-án jelentette be, hogy orvosai tanácsára a korábbi sérüléséből való teljes felépülés érdekében nem vesz részt az olimpián és a versenyidény további tornáin sem. Családjuk egészségének megvédése érdekében nem vettek részt az olimpián a férfi páros címvédői, az amerikai Bob Bryan–Mike Bryan kettős.
Ezen az olimpián volt a teniszben a legmagasabb a kvalifikációt szerzett versenyzők közül a zika-vírus vagy egyéb sérülésre való hivatkozás miatt történt visszalépések száma. A férfiak közül 24-en, a nők közül hatan mondták le a részvételt.

## A lebonyolítás módja
A verseny minden kategóriában egyenes kieséses rendszerben zajlott. Az egyéni versenyeken a főtáblára 64 versenyző került, és hat mérkőzés megnyerésével lehetett megszerezni az olimpiai bajnoki címet. A 32 csapat részvételével induló páros versenyeken öt győzelem, míg a 16 csapattal induló vegyes páros versenyen négy győzelem volt szükséges ehhez. Az elődöntőkbe került versenyzők már közvetlenül az éremért küzdöttek, közülük a két győztes az aranyéremért, míg a két vesztes a bronzéremért külön mérkőzött.
Egy mérkőzés megnyeréséhez két játszmát kellett nyerni, kivéve a férfi egyes döntőt, ahol három nyert játszma volt szükséges a győzelemhez. Minden kategóriában 6−6-os játszmaállás esetén rövidített játék döntött. A vegyes párosban a harmadik játszmát 10 pontig tartó rövidített játszmaként kellett lejátszani.

## Eseménynaptár
| Dátum        | Augusztus 6 | Augusztus 7 | Augusztus 8 | Augusztus 9  | Augusztus 10                      | Augusztus 11 | Augusztus 12        | Augusztus 13        | Augusztus 14        |
| Nap          | Szombat     | Vasárnap    | Hétfő       | Kedd         | Szerda                            | Csütörtök    | Péntek              | Szombat             | Vasárnap            |
| Kezdés       | 11:00       | 11:00       | 11:00       | 11:00        | —                                 | 11:00        | 12:00               | 12:00               | 12:00               |
| ------------ | ----------- | ----------- | ----------- | ------------ | --------------------------------- | ------------ | ------------------- | ------------------- | ------------------- |
| Férfi egyes  | 64 között   | 64 között   | 32 között   | 32 között    | A mérkőzések eső miatt elmaradtak | 16 között    | Negyeddöntők        | Elődöntők           | Bronzmérkőzés Döntő |
| Női egyes    | 64 között   | 64 között   | 32 között   | 16 között    | A mérkőzések eső miatt elmaradtak | Negyeddöntők | Elődöntők           | Bronzmérkőzés Döntő | —                   |
| Férfi páros  | 32 között   | 32 között   | 16 között   | Negyeddöntők | A mérkőzések eső miatt elmaradtak | Elődöntők    | Bronzmérkőzés Döntő | —                   | —                   |
| Női páros    | 32 között   | 32 között   | 16 között   | 16 között    | A mérkőzések eső miatt elmaradtak | Negyeddöntők | Elődöntők           | Bronzmérkőzés       | Döntő               |
| Vegyes páros | —           | —           | —           | —            | A mérkőzések eső miatt elmaradtak | 16 között    | Negyeddöntők        | Elődöntők           | Bronzmérkőzés Döntő |

## Éremtáblázat
Az öt kategória mindegyikét más-más ország sportolói nyerték. Az Amerikai Egyesült Államok egy arany, egy ezüst és egy bronz, míg Csehország három bronzérmet nyert, az összes többi érmen más-más nemzet osztozott. Puerto Rico először nyert aranyérmet teniszben, és ez egyben az ország történetének első aranyérme is volt.
(A táblázatokban a rendező ország sportolói eltérő háttérszínnel, az egyes számoszlopok legmagasabb értéke vagy értékei vastagítással kiemelve.)
| A 2016. évi nyári olimpiai játékok éremtáblázata teniszben | A 2016. évi nyári olimpiai játékok éremtáblázata teniszben | A 2016. évi nyári olimpiai játékok éremtáblázata teniszben | A 2016. évi nyári olimpiai játékok éremtáblázata teniszben | A 2016. évi nyári olimpiai játékok éremtáblázata teniszben | Olimpia  |
| ---------------------------------------------------------- | ---------------------------------------------------------- | ---------------------------------------------------------- | ---------------------------------------------------------- | ---------------------------------------------------------- | -------- |
|                                                            | Ország                                                     | Arany                                                      | Ezüst                                                      | Bronz                                                      | Összesen |
| 1.                                                         | Egyesült Államok (USA)                                     | 1                                                          | 1                                                          | 1                                                          | 3        |
| 2.                                                         | Nagy-Britannia (GBR)                                       | 1                                                          | 0                                                          | 0                                                          | 1        |
| 2.                                                         | Oroszország (RUS)                                          | 1                                                          | 0                                                          | 0                                                          | 1        |
| 2.                                                         | Puerto Rico (PUR)                                          | 1                                                          | 0                                                          | 0                                                          | 1        |
| 2.                                                         | Spanyolország (ESP)                                        | 1                                                          | 0                                                          | 0                                                          | 1        |
|                                                            |                                                            |                                                            |                                                            |                                                            |          |
| 6.                                                         | Argentína (ARG)                                            | 0                                                          | 1                                                          | 0                                                          | 1        |
| 6.                                                         | Németország (GER)                                          | 0                                                          | 1                                                          | 0                                                          | 1        |
| 6.                                                         | Románia (ROU)                                              | 0                                                          | 1                                                          | 0                                                          | 1        |
| 6.                                                         | Svájc (SUI)                                                | 0                                                          | 1                                                          | 0                                                          | 1        |
|                                                            |                                                            |                                                            |                                                            |                                                            |          |
| 10.                                                        | Csehország (CZE)                                           | 0                                                          | 0                                                          | 3                                                          | 3        |
| 11.                                                        | Japán (JPN)                                                | 0                                                          | 0                                                          | 1                                                          | 1        |
|                                                            |                                                            |                                                            |                                                            |                                                            |          |
| Összesen                                                   | Összesen                                                   | 5                                                          | 5                                                          | 5                                                          | 15       |

## Érmesek
| A 2016. évi nyári olimpiai játékok érmesei teniszben |                                                             |                                                      |                                                      |
| Versenyszám                                          | Arany                                                       | Ezüst                                                | Bronz                                                |
| Férfi egyes                                          | Andy Murray · Nagy-Britannia (GBR)                          | Juan Martín del Potro · Argentína (ARG)              | Nisikori Kei · Japán (JPN)                           |
| Női egyes                                            | Mónica Puig · Puerto Rico (PUR)                             | Angelique Kerber · Németország (GER)                 | Petra Kvitová · Csehország (CZE)                     |
| Férfi páros                                          | Spanyolország (ESP) · Marc López · Rafael Nadal             | Románia (ROU) · Florin Mergea · Horia Tecău          | Egyesült Államok (USA) · Steve Johnson · Jack Sock   |
| Női páros                                            | Oroszország (RUS) · Jekatyerina Makarova · Jelena Vesznyina | Svájc (SUI) · Bacsinszky Tímea · Martina Hingis      | Csehország (CZE) · Lucie Šafářová · Barbora Strýcová |
| Vegyes páros                                         | Egyesült Államok (USA) · Bethanie Mattek-Sands · Jack Sock  | Egyesült Államok (USA) · Venus Williams · Rajeev Ram | Csehország (CZE) · Lucie Hradecká · Radek Štěpánek   |